# Villasila de Valdavia
Villasila de Valdavia település Spanyolországban, Palencia tartományban. Villasila de Valdavia Saldaña, Villabasta de Valdavia, Villaeles de Valdavia, Villameriel, Collazos de Boedo, Villanuño de Valdavia és Loma de Ucieza községekkel határos. Lakosainak száma 60 fő (2024).

## Népesség
A település népessége az elmúlt években az alábbi módon változott:
| Lakosok száma | 104  | 92   | 79   | 72   | 73   | 74   | 72   | 72   | 64   | 60   |
|               | 2001 | 2004 | 2007 | 2009 | 2012 | 2014 | 2017 | 2019 | 2022 | 2024 |